# 신통방통
《신통방통》은 TV조선에서 평일 오전 9시에 방송 중인 아침 시사 프로그램이다.

## 기획 의도
신문의 아날로그와 TV의 디지털이 만남.
모든 사건은 육하원칙을 벗어날 수 없음!
신문과 방송 뉴스에서 들을 수 없었던 이슈의 뒷 이야기.
매일 아침 '신통방통'을 통해 밝혀짐.

## 방송 시간
- 현재 방송 시간은 2023년 7월 31일부터 기준으로 한다.

| 방송 채널 | 방송 기간                             | 방송 시간                                                                                           |
| --------- | ------------------------------------- | --------------------------------------------------------------------------------------------------- |
| TV조선    | 2013년 4월 8일 ~ 2013년 12월 13일     | 평일 오전 9시 30분 ~ 10시 50분 (1시간 20분)                                                         |
| TV조선    | 2013년 12월 16일 ~ 2014년 5월 17일    | 월요일 ~ 토요일 오전 9시 30분 ~ 10시 50분 (1시간 20분)                                              |
| TV조선    | 2014년 5월 24일 ~ 2014년 9월 6일      | 월요일 ~ 토요일 오전 9시 40분 ~ 10시 50분 (1시간 10분)                                              |
| TV조선    | 2014년 9월 8일 ~ 2015년 5월 29일      | 평일 오전 9시 40분 ~ 10시 50분 (1시간 10분)                                                         |
| TV조선    | 2015년 6월 1일 ~ 2015년 7월           | 월요일 ~ 토요일 오전 10시 ~ 11시 30분 (1시간 30분)                                                  |
| TV조선    | 2015년 7월 일자 미상 ~ 2015년 9월 5일 | 월요일 ~ 토요일 오전 10시 ~ 11시 20분 (1시간 20분)                                                  |
| TV조선    | 2015년 9월 7일 ~ 2015년 11월 3일      | 월요일 ~ 토요일 오전 9시 50분 ~ 11시 20분 (1시간 30분)                                              |
| TV조선    | 2015년 11월 4일 ~ 2016년 6월 18일     | 월요일 ~ 토요일 오전 9시 40분 ~ 11시 10분 (1시간 30분)                                              |
| TV조선    | 2016년 6월 20일 ~ 2017년 7월 1일      | 평일 아침 8시 40분 ~ 오전 10시 (1시간 20분) 토요일 오전 9시 40분 ~ 11시 10분 (1시간 30분)           |
| TV조선    | 2017년 7월 3일 ~ 2017년 11월 3일      | 평일 오전 9시 ~ 10시 30분 (1시간 30분)                                                              |
| TV조선    | 2018년 12월 31일 ~ 2019년 5월 10일    | 평일 오전 9시 ~ 10시 30분 (1시간 30분)                                                              |
| TV조선    | 2023년 7월 31일 ~ 현재                | 평일 오전 9시 ~ 10시 30분 (1시간 30분)                                                              |
| TV조선    | 2019년 5월 13일 ~ 2023년 7월 28일     | 월요일 아침 9시 ~ 오전 10시 30분 (1시간 30분) 화요일 ~ 금요일 오전 9시 5분 ~ 10시 30분 (1시간 25분) |
| TV조선    | 2017년 11월 6일 ~ 2018년 12월 29일    | 평일 오전 9시 ~ 10시 30분 (1시간 30분) 토요일 아침 8시 30분 ~ 9시 50분 (1시간 20분)                 |

## 앵커
- 윤태윤 TV조선 기자

## 역대 앵커
| 대수 | 진행자         | 진행 기간                          |
| ---- | -------------- | ---------------------------------- |
| 1대  | 문갑식         | 2013년 4월 8일 ~ 2013년 9월 6일    |
| 2대  | 김광일         | 2013년 9월 9일 ~ 2018년 11월 16일  |
| 3대  | 김명우         | 2018년 11월 19일 ~ 2019년 11월 1일 |
| 4대  | 윤태윤         | 2019년 11월 4일 ~ 2023년 7월 28일  |
| 5대  | 정찬배         | 2023년 7월 31일 ~ 2024년 3월 8일   |
| 6대  | 김광일         | 2024년 3월 11일 ~ 2024년 10월 18일 |
| 7대  | 윤태윤, 최지원 | 2024년 10월 21일 ~ 2025년 4월 18일 |
| 8대  | 윤태윤         | 2025년 4월 21일 ~ 현재             |

## 경쟁 프로그램
- 아침 & 매일경제 (MBN)
- 김진의 돌직구쇼 (채널A)